# San Davino
Davino (... – Lucca, 3 giugno 1050) fu un pellegrino armeno, venerato come santo dalla Chiesa cattolica.

## Agiografia
San Davino nacque in Armenia nel XI secolo. A causa della penuria di fonti, sulla vita del santo si sa ben poco: per ciò che conosciamo, distribuì i suoi beni ai poveri abbandonando poi la terra natia per compiere un grande pellegrinaggio verso il Santo Sepolcro a Gerusalemme, le tombe degli apostoli Pietro e Paolo a Roma e Santiago de Compostela. In cammino verso l'ultima tappa, si ammalò nella città di Lucca e venne perciò ricoverato in un piccolo ospedale situato nei pressi della chiesa di San Michele in Foro; dopo poco, venne accolto da una caritatevole vedova di nome Atha, nella cui casa morì il 3 giugno 1050.
Davino venne seppellito dapprima nel cimitero di San Michele in Foro ma, dopo alcuni miracoli attribuitigli, fu collocato in un altare della stessa chiesa dove ancora oggi riposa.